# Pohár Společenství nezávislých států

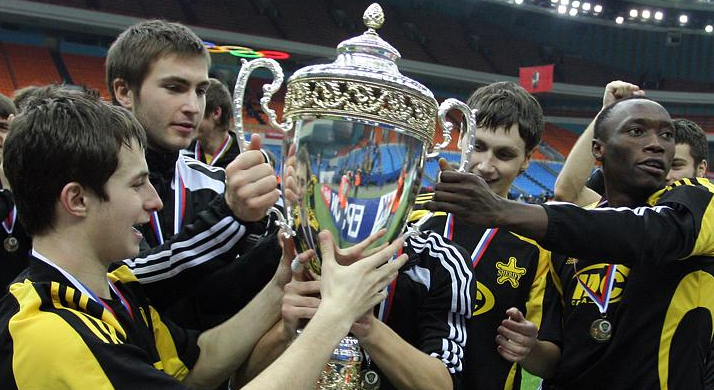
Hráči Šerifu Tiraspol s pohárem v roce 2009

Pohár Společenství nezávislých států (Кубок Содружества) je fotbalová soutěž, které se účastní týmy ze všech zemí bývalého Sovětského svazu (i těch, které nejsou členy Společenství nezávislých států), v některých ročnících nastoupili také zástupci Srbska a Finska. V roce 2015 se poprvé představil africký zástupce: poté, co neposlali své zástupce na turnaj Ukrajina, Gruzie, Arménie, Ázerbájdžán a Uzbekistán, byly pozvány výběry členských zemí BRICS. Přicestovali Jihoafričané, kteří turnaj také vyhráli. Turnaj se hrál od roku 1993 jako soutěž mistrovských klubů postsovětských zemí, počet týmů doplnila na šestnáct juniorská reprezentace Ruska. V roce 2012 byl formát soutěže změněn a od té doby se jí účastní národní výběry do 21 let. Turnaj se hraje v Petrohradě během zimní přestávky.

## Seznam vítězů
- 1993 –  FK Spartak Moskva
- 1994 –  FK Spartak Moskva
- 1995 –  FK Spartak Moskva
- 1996 –  FK Dynamo Kyjev
- 1997 –  FK Dynamo Kyjev
- 1998 –  FK Dynamo Kyjev
- 1999 –  FK Spartak Moskva
- 2000 –  FK Spartak Moskva
- 2001 –  FK Spartak Moskva
- 2002 –  FK Dynamo Kyjev
- 2003 –  FC Šeriff Tiraspol
- 2004 –  FC Dinamo Tbilisi
- 2005 –  FK Lokomotiv Moskva
- 2006 –  Neftçi Baku
- 2007 –  Pachtakor Taškent
- 2008 –  FK Xəzər Lənkəran
- 2009 –  FC Šeriff Tiraspol
- 2010 –  FK Rubin Kazaň
- 2011 –  FC Inter Baku
- 2012 –  Rusko
- 2013 –  Rusko
- 2014 –  Ukrajina
- 2015 –  Jihoafrická republika

## Nejlepší střelci všech dob
| Pořadí | Hráč                                                                 | Góly |
| ------ | -------------------------------------------------------------------- | ---- |
| 1      | Vladimir Besčastnych (FK Spartak Moskva)                             | 20   |
| 2      | Jegor Titov (FC Spartak Moskva)                                      | 18   |
| 3      | Valerij Kečinov (Pachtakor Taškent a FC Spartak Moskva)              | 17   |
| *      | Michail Micholap (FC Skonto Rīga)                                    | 17   |
| 5      | Michail Kavelašvili (FC Dinamo Tbilisi a Spartak-Alania Vladikavkaz) | 14   |
| *      | Luis Robson (FC Spartak Moskva)                                      | 14   |
| 7      | Andrej Tichonov (FC Spartak Moskva)                                  | 13   |
| 8      | Valentin Belkevič (FK Dinamo Minsk a FK Dynamo Kyjev)                | 12   |
| *      | Andrij Ševčenko (FK Dynamo Kyjev)                                    | 12   |
| 10     | Gela Inališvili (FC Dinamo Tbilisi)                                  | 11   |
| *      | Anatolij Kaniščev (Spartak-Alania Vladikavkaz a FC Spartak Moskva)   | 11   |
| *      | Mihails Zemļinskis (FC Skonto Rīga)                                  | 11   |